# Mercurio nativo
Il mercurio nativo è un minerale composto esclusivamente da mercurio, appartenente alla classe mineralogica degli “elementi nativi”. È uno dei pochi elementi che si trova in natura anche non legato ad altri anche se, vista la scarsa diffusione, raramente si utilizza per l'estrazione a livello industriale del mercurio.

## Origine e giacitura
Il mercurio nativo si forma come minerale secondario per ossidazione dei depositi di cinabro dovuta agli agenti atmosferici alla zona di contatto con l'aria dei giacimenti di questo minerale, in teoria, in ogni giacimento di mercurio si possono trovare delle piccole quantità di questo elemento nativo. Un'ulteriore ossidazione può far divenire il mercurio nativo un ossido di mercurio chiamato montroydite o più facilmente in vari cloruri detti calomelano e eglestonite. La montroydite, il calomelano e l'eglestonite possono accompagnare il mercurio nativo che a sua volta accompagna il cinabro.

## Forma in cui si presenta in natura
In goccioline o in masse liquide.

## Caratteristiche fisico-chimiche
Alla temperatura di -39 °C il mercurio nativo si presenta sotto forma di cristalli romboedrici facenti parte del sistema trigonale. Al contrario dell'acqua, che alla temperatura di solidificazione aumenta il proprio volume, il mercurio nativo si contrae di conseguenza il suo peso specifico passa da 13,6 g/cm³ del liquido a 14,5 g/cm³ del solido.

## Principali luoghi di ritrovamento
- In Europa: Monte Avala presso Belgrado (Serbia); nelle miniere di Idria (Slovenia); nelle miniere di Almadén nella provincia di Ciudad Real (Spagna); in località Landsberg presso Obermoschel nel Palatinato Renano (Germania;[1]
  - In Italia: nelle miniere di cinabro del Monte Amiata (Toscana), nel deposito di cinabro di Margno In Valsassina (provincia di Lecco); nelle miniere abbandonate dell'Alta Valle del Mis, poste a cavallo fra la Provincia di Belluno e la Provincia autonoma di Trento); in una cava di caolino presso Allumiere (provincia di Roma);[1] a Levigliani  nelle Alpi Apuane (provincia di Lucca);[3]
- Negli Stati Uniti: a Terlingua (Texas); New Almaden, Mount Diablo[1] e nella contea di Sonoma (California)[3].